# 広原村
広原村（ひろはらむら）は、昭和29年（1954年）まで宮城県加美郡の北東部にあった村。現在の加美町北東部にあたる。

## 沿革
- 明治22年（1889年）4月1日 - 町村制施行にともない、上狼塚村・城生村・上多田川村・下多田川村・菜切谷村・羽場村の計6か村が合併して広原村が発足。
- 昭和29年（1954年）8月1日 - 中新田町・鳴瀬村と合併し、新制の中新田町となる。

## 行政

### 歴代村長
| 代 | 氏名         | 就任                       | 退任                       | 備考 |
| -- | ------------ | -------------------------- | -------------------------- | ---- |
| 1  | 瀬戸良祐     | 明治22年（1889年）4月22日  | 明治23年（1890年）8月24日  |      |
| 2  | 小川恒之進   | 明治23年（1890年）10月21日 | 明治33年（1900年）8月22日  |      |
| 3  | 瀬戸良祐     | 明治33年（1900年）8月23日  | 明治34年（1901年）6月2日   | 再任 |
| 4  | 岡本清八郎   | 明治34年（1901年）6月30日  | 明治40年（1907年）8月30日  |      |
| 5  | 小川新助     | 明治40年（1907年）10月24日 | 明治44年（1911年）10月23日 |      |
| 6  | 佐々木喜作   | 明治44年（1911年）10月24日 | 大正3年（1914年）2月10日   |      |
| 7  | 倉沢順一郎   | 大正3年（1914年）2月16日   | 大正3年（1914年）5月30日   |      |
| 8  | 大友久寿五郎 | 大正3年（1914年）5月31日   | 大正4年（1915年）1月10日   |      |
| 9  | 氏家安吉     | 大正4年（1915年）1月12日   | 大正8年（1919年）1月11日   |      |
| 10 | 高橋養七     | 大正8年（1919年）2月12日   | 大正8年（1919年）4月13日   |      |
| 11 | 氏家安吉     | 大正8年（1919年）5月13日   | 昭和2年（1927年）5月16日   | 再任 |
| 12 | 小川新助     | 昭和2年（1927年）7月17日   | 昭和9年（1934年）9月16日   | 再任 |
| 13 | 岡本亀治郎   | 昭和9年（1934年）10月15日  | 昭和13年（1938年）10月14日 |      |
| 14 | 氏家安吉     | 昭和13年（1938年）10月15日 | 昭和17年（1942年）10月14日 | 三任 |
| 15 | 岡本亀治郎   | 昭和17年（1942年）10月21日 | 昭和19年（1944年）1月31日  | 再任 |
| 16 | 青砥雄三郎   | 昭和19年（1944年）3月24日  | 昭和21年（1946年）11月26日 |      |
| 17 | 佐々木喜助   | 昭和22年（1947年）4月5日   | 昭和26年（1951年）4月4日   |      |
| 18 | 高橋新太郎   | 昭和26年（1951年）5月6日   | 昭和29年（1954年）7月31日  |      |